# フェレドキシン硝酸レダクターゼ
フェレドキシン硝酸レダクターゼ（ferredoxin-nitrate reductase）は、窒素代謝酵素の一つで、次の化学反応を触媒する酸化還元酵素である。
亜硝酸 + H2O + 2 酸化型フェレドキシン {\displaystyle \rightleftharpoons } 硝酸 + 2 還元型フェレドキシン + 2 H+
反応式の通り、この酵素の基質は亜硝酸とH2Oと酸化型フェレドキシン、生成物は硝酸と還元型フェレドキシンと H+である。補因子として鉄と硫黄とモリブデンと鉄硫黄を用いる。
組織名はnitrite:ferredoxin oxidoreductaseで、別名にassimilatory nitrate reductase、nitrate (ferredoxin) reductase、assimilatory ferredoxin-nitrate reductaseがある。